# Chiesa di Sant'Antonio Abate (Villa Sant'Antonio)
La chiesa di Sant'Antonio Abate è un edificio religioso situato a Villa Sant'Antonio, centro abitato della Sardegna centrale. Consacrata al culto cattolico è sede dell'omonima parrocchia e fa parte dell'arcidiocesi di Oristano.
La chiesa venne edificata in piena campagna nei primi anni del Settecento; col tempo si formò intorno ad essa la comunità che diede infine luogo all'attuale centro urbano.